# 滨湖科赫尔
滨湖科赫尔（官方拼写为，發音：[ˈkɔxl̩ ʔam ˈzeː]）是德国巴伐利亚州上巴伐利亚行政区巴特特尔茨-沃尔夫拉茨豪森县的市镇，面积80.11平方千米，2023年12月31日人口为4,145人。